# Leucosolenia hermesi
Leucosolenia hermesi är en svampdjursart som först beskrevs av Ernst Haeckel 1870.  Leucosolenia hermesi ingår i släktet Leucosolenia och familjen Leucosoleniidae. Inga underarter finns listade i Catalogue of Life.